# Faroa corniculata
Faroa corniculata är en gentianaväxtart som beskrevs av Peter Geoffrey Taylor. Faroa corniculata ingår i släktet Faroa och familjen gentianaväxter. Inga underarter finns listade i Catalogue of Life.